# Allozyme

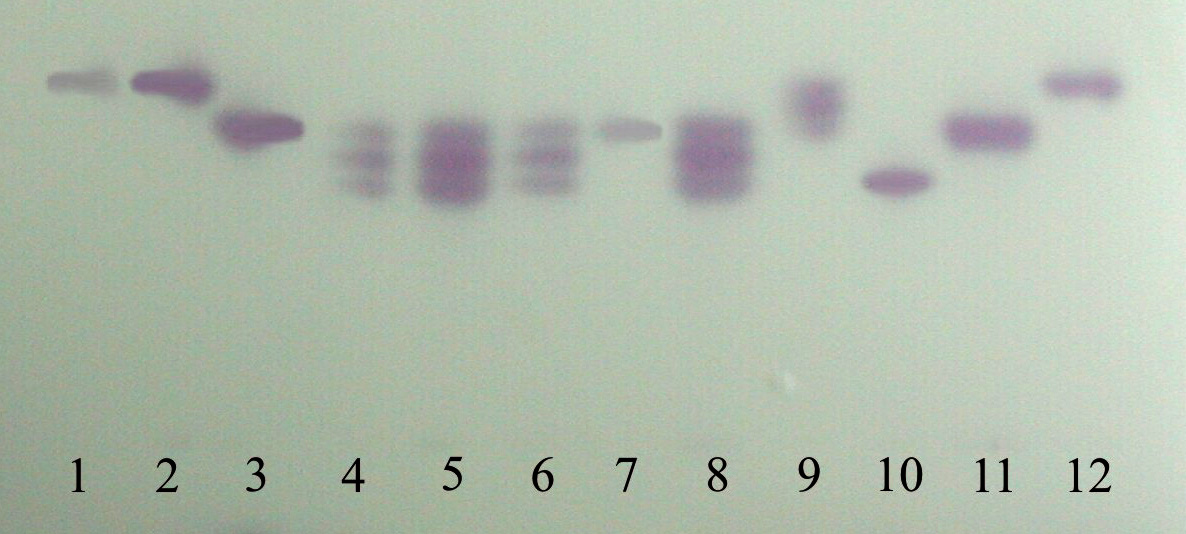
Genetic polymorphism in locus GPI (glucose-6-phosphate isomerase) in the Daphnia longispina complex.

On appelle allozymes (à ne pas confondre avec les isoenzymes) des enzymes codées par différents allèles d'un même gène.
Les allozymes n'ayant pas la même structure (taille, charges), on peut les utiliser en biologie et assez facilement les séparer l'une de l'autre, par électrophorèse capillaire par exemple.